# Atles d'ocells
Un atles d'ocells és un treball ornitològic que tracta de proporcionar informació sobre la distribució, l'abundància, el canvi a llarg termini, així com els patrons estacionals d'ocurrència d'aus i fer un ús extensiu dels mapes. Sovint impliquen un gran nombre de voluntaris per cobrir una àmplia àrea geogràfica i els mètodes utilitzats estan estandarditzats perquè els estudis puguin continuar en el futur i els resultats siguin comparables. En alguns casos, les espècies cobertes poden estar restringides a les que són nidificants o a les que són residents. D'altra banda, els atles de migració cobreixen les aus migratòries i representen mapes que mostren resums d'anellaments i recuperacions.

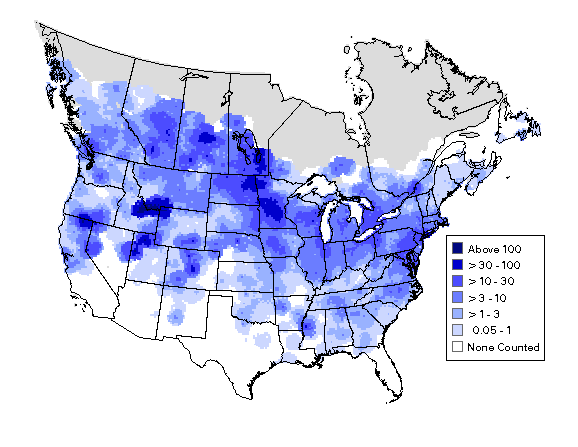
Distribució a l'estiu i abundància de l'oca del Canadà utilitzant dades de les enquestes d'ocells nidificants d'Amèrica del Nord 1994-2003

Els atles d'ocells varien en metodologia, però sempre inclouen components espacials (ubicacions) i temporals (temps). Un projecte típic d'atles d'ocells recopila dades sobre la presència o l'abundància d'ocells amb un mapeig d'aquesta informació en una regió geogràfica significativa durant un període ben definit. Les dades recollides d'altres fonts, com ara les enquestes d'ocells reproductors i eBird, també poden contribuir als projectes d'atles.

## Història
La primera cartografia de la biodiversitat publicat en forma d'atles es va completar per a la flora de Gran Bretanya - Atlas of the British Flora (1962). El primer atles d'ocells, l'Atles d'ocells nidificants de West Midlands, va cobrir Staffordshire, Warwickshire. i Worcestershire (Anglaterra) i va ser publicat per Collins per al West Midland Bird Club, l'any 1970. Es va basar en el treball realitzat pel Club i el seu president posterior, Tony Norris, per a la seva West Midland Bird Distribution Survey, que va circular de manera privada, el 1951, i va mapejar la freqüència d'avistaments i les densitats de cria per districte basant-se en els límits dels Consells de Districte Rural. El British Trust for Ornithology va publicar atles actualitzats que cobrien Gran Bretanya i Irlanda, el 1993 i el 2013. L'atles de West Midlands va influir i va ser seguit per l'Atles dels ocells nidificants de 1976 a Gran Bretanya i Irlanda. Als EUA, el primer atles d'ocells nidificants que es va publicar va ser per a l'estat de Vermont. En les dècades següents s'han fet diversos atles a tot el món i el 2008 els atles havien resumit fins a 27,9 milions de registres d'ocells reunits per almenys 108.000 col·laboradors, en una àrea que cobreix aproximadament el 31,4% de la terra del món. Si bé els primers atles es van centrar només en la presència o absència d'espècies i l'evidència de la seva reproducció, hi ha una tendència creixent a mesurar també l'abundància o l'abundància relativa.

## Mètodes
En l'enfocament de mostreig més antic i popular, la regió que s'ha de cobrir està cuadriculada i s'espera que els voluntaris visitin ubicacions representatives dins de cada cel·la de la quadrícula i reuneixin dades que s'agrupen posteriorment. El mètode de recollida de dades, l'hora i l'estació en què obtenir la informació de la mostra es decideixen prèviament com a part d'un protocol. En alguns casos, es registra el nombre i les espècies d'ocells que es troben reproduint-se, d'altres poden utilitzar mostres puntuals o transectes dins de les cel·les de la quadrícula per obtenir estimacions quantitatives de l'abundància. En alguns països, les cel·les de la quadrícula segueixen les latituds i longituds; sovint es trien intervals de cel·les d'1 grau, 30 i 15 minuts per comoditat. A latituds més altes on aquest enfocament condueix a cel·les de quadrícula amb grans diferències d'àrea, les mides es fixen més sovint utilitzant distàncies de quadrícula d'1, 2, 5, 10 o fins i tot 50 km. L'Oregon Breeding Bird Atlas va emprar un nou abordatge utilitzant unitats d'enquesta hexagonals, que cobreixen una superfície esfèrica com la terra sense canviar la mida. Els hexàgons, cadascun amb una àrea de 435 quilòmetres quadrats, també contenien una unitat de topografia de 25 quilòmetres quadrats. Un desavantatge de les quadrícules de qualsevol tipus és que els límits rarament coincideixen amb els dels hàbitats, cosa que els fa inadequats per a alguns tipus d'estudis ecològics. Un altre problema és que les dades recollides en un projecte no es poden reutilitzar fàcilment amb noves alineacions de graella que poden ser necessàries, per exemple, quan es combina informació amb altres projectes. Els atles repetits fets després d'una o dues dècades han ajudat a identificar els canvis a llarg termini. Les recomanacions i orientacions derivades de l'experiència acumulada dels projectes d'atles estatals i provincials es proporcionen als manuals del Comitè d'Atles Ornitològic d'Amèrica del Nord (NORAC), publicats en anglès, francès i espanyol.
Un altre enfocament que no necessita quadrícules predefinides fa ús de les coordenades de punts individuals. Les coordenades es poden determinar a partir de mapes o mitjançant dispositius GPS, i les densitats de punts es poden interpolar per generar mapes de quadrícula o de contorn. L'Atles d'estiu dels ocells nord-americans (1995) és un exemple d'ús de dades puntuals (no utilitzant quadrícules) recollides per les enquestes d'ocells nidificants d'Amèrica del Nord. Altres com l'atles de l'EPOQ per al Quebec, al Canadà, utilitzen "llistes de viatge", llistes d'ocells vists en un lloc durant un viatge. Un problema en els projectes d'atles és la distribució desigual dels observadors disponibles que fa que algunes cel·les de la quadrícula tinguin massa poques visites. De vegades és possible fer correccions per a les diferències en l'esforç de mostreig. Les taxes d'informació s'utilitzen sovint com un simple indicador quantitatiu. També s'ha desenvolupat un marc per incorporar dades de seguiment, modelització jeràrquica i simulacions de mostreig per augmentar els mapes d'ocurrència i estat de reproducció amb abundància d'espècies.

## Aplicacions

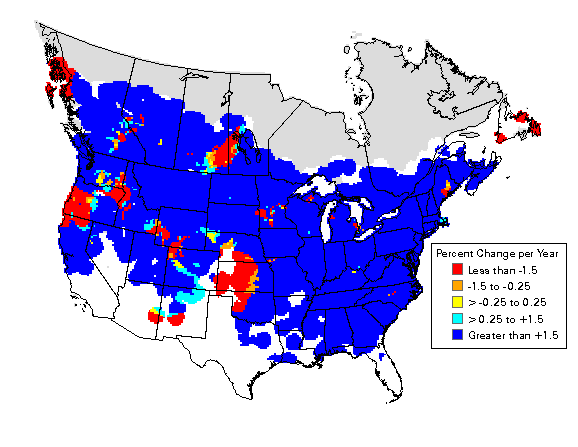
Els canvis en l'abundància de l'oca del Canadà entre 1966 i 2003 es van identificar mitjançant dades de les enquestes d'ocells reproductors d'Amèrica del Nord

Alguns autors assenyalen la distinció entre l'"atles" publicat (normalment un llibre, tot i que a vegades són sistemes basats en la web o CD-ROM, com va ser el cas d'Oregon) i les dades reals de l'atles. Les dades en si no es poden recuperar d'atles publicats per a aplicacions alternatives tret que estiguin disponibles per separat com a base de dades electròniques. Depenent de la metodologia utilitzada, hi pot haver múltiples aplicacions per a les dades d'atles.
Els atles, com a mínim, tenen un valor educatiu i recreatiu. Proporcionen informació sobre les distribucions actuals dels ocells i poden ser utilitzats pels observadors d'ocells per avaluar la importància dels seus propis registres d'observació, obtenir més informació sobre les espècies o planificar viatges. Els mapes de distribució dels atles solen ser molt més precisos i detallats que els de les guies de camp.
Els atles documenten distribucions i poblacions per a la conservació i la investigació. Els rangs de distribució de les espècies són importants per avaluar els criteris de conservació. Els patrons de simpatria i al·lopatria s'observen millor quan també es recullen mesures d'abundància relativa. Quan els projectes d'atles es repeteixen al llarg del temps, és possible observar canvis en la distribució. Es poden buscar raons per al canvi per identificar les causes quan aquests canvis són significatius. Es poden construir models ecològics de nínxol per identificar factors que són significatius per influir en l'aparició d'espècies. Molts estudis han examinat la distribució d'espècies rares i han observat que sovint no es troben en zones riques en espècies. Els estudis que utilitzen dades de l'atles han ajudat a identificar llocs clau per a la conservació. Les dades de l'Atles també s'han utilitzat per identificar zones biogeogràfiques.
Els atles han ajudat a resoldre problemes taxonòmics. Els estudis d'ADN havien demostrat que les dues subespècies del sisó negre meridional eren diferents. L'atles del Sud-àfrica va poder demostrar que aquestes dues subespècies estaven separades en la distribució, excepte per una petita àrea de superposició. Els mapes de distribució anteriors (realitzats amb el que s'ha anomenat el mètode "ombrejar el triangle" - 'shade-the-triangle' method) eren totalment enganyosos.
Els projectes d'Atles poden implicar diversos països. El Projecte d'Atles d'Aus d'Àfrica Austral (SABAP) es va iniciar l'any 1986 amb dades recollides de sis països: Botswana, Lesotho, Namíbia, Sud-àfrica, Swazilàndia i Zimbabwe. Això va donar lloc a un atles en forma de llibre publicat el 1997 i la base de dades contenia set milions de registres de distribució. Ha estat utilitzat per planificadors, conservacionistes, investigadors i per a l'ecoturisme, a més d'haver estat utilitzat en més de cinquanta treballs de recerca i vuit tesis acadèmiques.
Els atles d'ocells també poden servir de guia per a una investigació més detallada. Les dades de l'Atles es poden utilitzar per desenvolupar dissenys de mostreig i enquestes per a estudis intensius.